# Commission des eaux courantes de Québec
La Commission des eaux courantes de Québec est un organisme gouvernemental créé en 1910 par l'Assemblée législative du Québec afin de régir l'utilisation des lacs et des cours d'eau et de fixer des règles relative à leur utilisation pour le flottage du bois, l'irrigation, l'industrie et la production hydroélectrique.
Son mandat a été élargi en 1912 et dans les années subséquentes pour lui confier le mandat de construire des barrages-réservoirs dans le but d'en régulariser le débit de certains réseaux hydrographiques à des fins de contrôle des inondations ou d'optimisation du potentiel énergétique
La Commission a notamment été impliquée dans l'aménagement du réservoir Gouin et du lac Kénogami.
La Commission a été abolie le 1er avril 1955 sous le gouvernement de Maurice Duplessis et ses responsabilités ont été confiés au ministère des Ressources hydrauliques.

## Présidents
- Simon-Napoléon Parent (1911-1920)
- Joseph-Adolphe Tessier (1921-1928)
- Honoré Mercier (fils) (1928- )[6]
- Horace J. Gagné[7]